# Proteinkináza

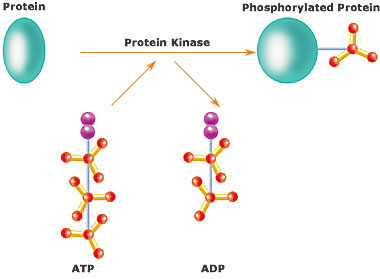
Schéma funkce proteinkináz

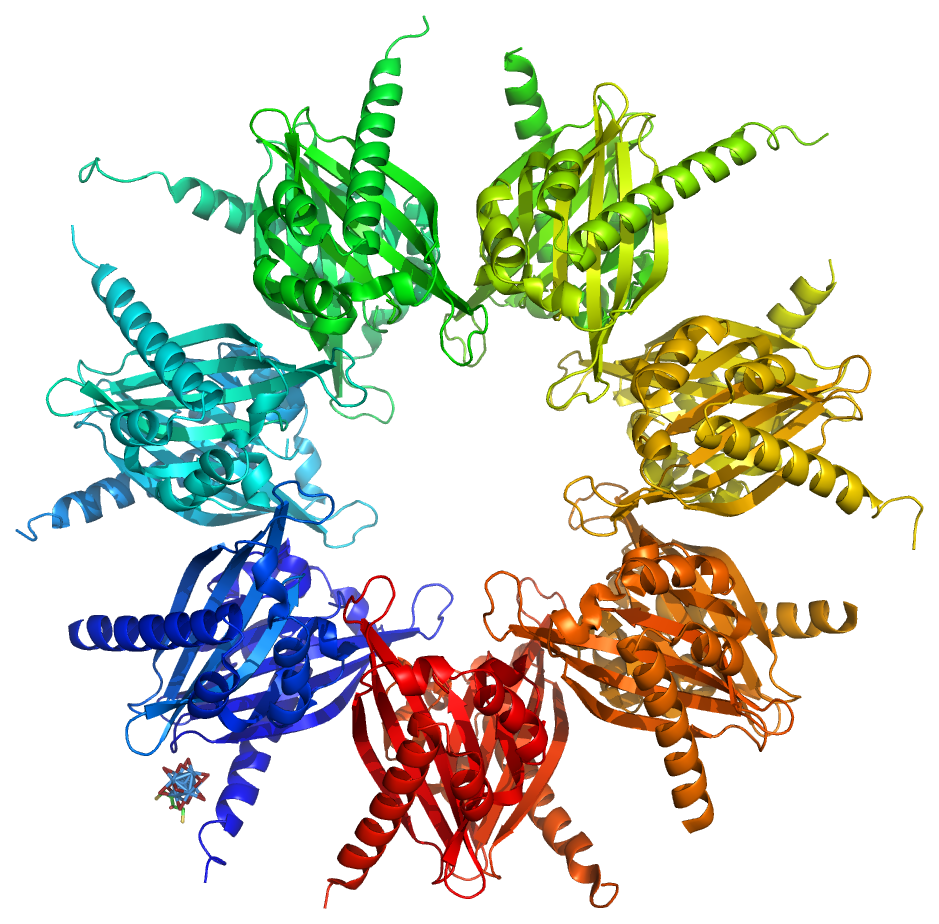
Ca2+/kalmodulin-dependentní kináza II (CaMKII) je esteticky krásným příkladem proteinkinázy

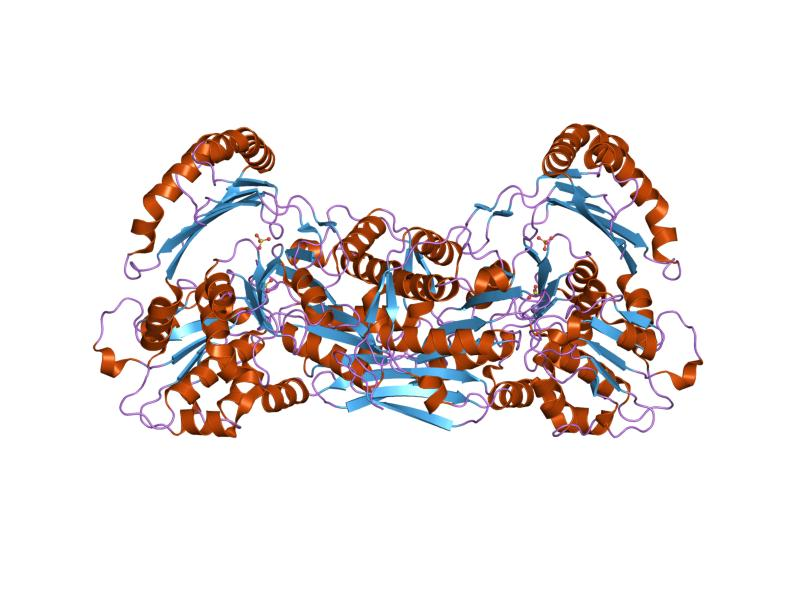
Toto už není proteinkináza, ale výsledek práce jisté proteinkinázy. V 3D struktuře parafusinu (pp63) jsou patrné navázané čtyři fosfátové skupiny, vyznačené jako malé tetraedrické struktury asi ve třetinách délky proteinu

Proteinkinázy jsou enzymy ze skupiny kináz, které katalyzují vazbu fosfátové skupiny (fosforylaci) na aminokyselinové zbytky v proteinech. Dělají to tak, že z ATP použijí koncový fosfát za vzniku ADP. Je to zdaleka nejčastější kovalentní posttranslační modifikace proteinů vůbec a má velice důležitou roli v regulaci funkce bílkovin. Odhaduje se, že v lidském genomu je více než 500 genů kódujících proteinkinázy, tedy asi 2,5 % z celkového počtu lidských genů (souboru proteinkinázových genů se někdy říká kinom). V běžné savčí buňce je i tisíc fosforylovaných proteinů, výsledků činnosti proteinkináz.
Fosforylace může způsobit jak aktivaci, tak deaktivaci proteinu (enzymu). Glykogenfosforyláza či kináza fosforylázy jsou díky proteinkinázám aktivovány, naopak glykogensyntetáza, pyruvátdekarboxyláza či třeba syntetáza mastných kyselin jsou fosforylací utlumovány (deaktivovány). V některých případech vznikají celé buněčné kaskády fosforylací, kdy jeden enzym fosforyluje druhý a druhý fosforyluje třetí. Tím je možné zesílit signál.

## Druhy proteinkináz
Proteinkinázy se běžně dělí podle toho, jaký substrát fosforylují, tzn. na jaký aminokyselinový zbytek přidávají fosfátovou skupinu. Nejběžnější jsou tři skupiny:
- tyrosinkinázy – fosforylují tyrosyl na O-fosfotyrosyl
- serinkinázy – fosforylují seryl na O-fosfoseryl
- threoninkinázy – fosforylují threonyl na O-fosfothreonyl

Poslední dvě se obvykle dohromady označují běžně jako serin/threonin kinázy, protože aminokyselinové zbytky serinu a threoninu jsou velice podobné. K dalším, méně obvyklým proteinkinázám patří:
- histidinkinázy – fosforylují aminokyselinový zbytek histidinu
- lysinkinázy – fosforylují aminokyselinový zbytek lysinu
- argininkinázy – fosforylují aminokyselinový zbytek argininu
- aspartátkinázy – fosforylují aminokyselinový zbytek kyseliny asparagové (aspartátu)